# مشن (حجة)
مشن هي إحدى قرى الجمهورية اليمنية. تتبع جغرافيا لمحافظة حجة وإداريًا لمديرية المحابشة. يبلغ تعداد سكانها 1602 نسمة حسب الإحصاء الذي جرى عام 2004.